# Svenskafans.com
Svenskafans.com (ibland skrivet SvenskaFans.com) är en sportinriktad webbplats grundad i september 2000 av Christer Fahlstedt, Anders Nettelbladt, Peter Muld och Michael Fahlstedt. Tanken var att erbjuda supportrar en helt ny typ av redaktionellt innehåll, skrivna av supportrar med insikt och engagemang för klubben de skriver om. I maj 2008 meddelades det att Svenskafans hade köpts av tidningskoncernen Stampen. I november 2014 blev sedan Traveas ny ägare av sajten ihop med FANTV, Golfing.se och Svenskaracefans.com. Traveas förvärvade under februari 2016 Everysport AB och bildade det nya bolaget Everysport Media Group AB där bolag som Newsme (som ägde sajterna Eliteprospects.com, Hockeysverige.se och Fotbolldirekt), och Sportsverige (ett säljbolag med fokus på sport) ingick. 
Ursprungligen behandlade webbplatsen ishockey, men åren därpå utökades den med fotboll, svensk bandy, innebandy och speedway. I dag[när?] täcker den bland annat italiensk, spansk, svensk, engelsk, tysk, fransk, portugisisk, turkisk, skotsk, amerikansk, holländsk, tjeckisk, slovakisk, serbisk, bosnisk, kroatisk och schweizisk ligafotboll. Ishockeyn omfattar kontinuerlig bevakning från division 1 upp till SHL, KHL och NHL. Även mästerskap av olika former följs inom alla sporterna.
Sportkanalen FANTV distribueras via Svenskafans.com i samarbete med DOBB Production AB. Kanalen sänds via internet och kunde inledningsvis även ses via tv-satelliten Sirius.